# 1894년 산업 조정 및 중재법
1894년 산업 조정 및 중재법은 1894년 뉴질랜드 의회에서 통과된 산업 관계 입법으로, 뉴질랜드 자유당 정부에 의해 제정되었다. 이 법은 세계 최초로 국가에 의한 강제 중재 제도를 도입한 법률이었다. 이 법은 노동조합에 법적 인정을 부여하고, 노사 간 분쟁을 사용자와 노동자가 선출한 위원들로 구성된 조정위원회(Conciliation Board)에 회부할 수 있도록 했다.
조정위원회의 결정에 어느 한쪽이 만족하지 못할 경우, 대법원 판사와 사용자 협회에서 선출한 심사관 1명, 노동조합에서 선출한 심사관 1명으로 구성된 중재법원(Arbitration Court)에 항소할 수 있었다.
1966년 뉴질랜드 백과사전은 다음과 같이 서술하고 있다. "약 70년간 운영된 산업 조정 및 중재 제도는 최소 임금 수준을 결정하고 산업 분쟁을 처리하는 확고히 자리 잡은 - 어쩌면 전통적인 - 방식으로 자리 잡았다. 이는 때때로 많은 비판과 심지어 더 큰 부분적인 공격을 받기도 했지만, 사용자 및 노동자 단체나 일반 대중으로부터 이 제도를 폐지하자는 제안이 실질적인 지지를 얻은 적은 한 번도 없었다."
이 법은 1973년까지 효력을 유지했으나, 그 기본 구조는 제4차 국민당 정부가 1991년 고용 계약법(Employment Contracts Act)을 도입할 때까지 유지되었다.
이 법이 제정된 과정은 자체적으로 연구할 가치가 있으며, 이는 사우스오스트레일리아 식민지 출신 정치인 찰스 킹스턴(Charles Kingston)이 고안한 계획에 기반한 것이었다.

## 조항
이 법에 따라 노동조합의 등록은 자발적으로 이루어졌으며, 노동조합은 법에 등록하지 않고 사용자와 직접 협상할 수도 있었다. 그러나 노동조합이 등록을 할 경우, 중재법원의 판결을 준수해야 했으며, 이를 통해 정해진 조건에 대해 예를 들어 파업을 할 수 없었다. 그 결과, 20세기 초에는 일부 강경하거나 힘이 있는 노동조합들이 등록을 하지 않기로 선택했다.
그러나 대부분의 노동조합과 그 구성원들은 이 법의 혜택을 받았는데, 중재법원이 정한 조건보다 더 나은 조건을 협상할 수 있는 힘을 가진 노동조합은 드물었기 때문이다. 이 법은 동일 산업 및 지역에서 이미 존재하는 노동조합이 있을 경우 다른 노동조합의 등록을 금지하여 노동조합 간의 경쟁을 방지했다.
중재법원은 특정 산업에 속한 모든 사용자와 노동자를 구속하는 '판결(awards)'을 내리고, 최소한의 근로 조건과 임금 수준을 정할 수 있었다. 하지만 최초 판결의 당사자가 아닌 조직은 해당 판결로부터 전면 또는 부분 면제를 신청할 수 있었다.

## 개정
제1차 노동당 정부가 1936년에 개정한 법안은 두 가지 주요 조항인 주 40시간 근무제와 의무적 조합 가입이 포함되어 있었다. 판결(awards)은 주 40시간을 초과하는 근무를 요구할 수 없었으며, 초과근무는 가능하면 근무 주간의 일부가 토요일에 포함되지 않도록 조정되어야 했다. 40시간 근무제가 실질적으로 불가능한 경우 예외가 인정될 수 있었지만, 이는 드물게 발생했다. 이 개정안은 또한 해당 산업의 관련 판결 또는 합의에 의해 구속된 노동조합의 조합원이 아닌 근로자를 고용하는 것을 불법으로 규정했다. 더불어 중재법원의 권한을 복원하고, 법원이 일반 임금 명령을 내릴 때 근로자의 배우자와 부양 자녀의 필요를 고려하도록 요구했다.
1961년 제2차 국민당 정부가 통과시킨 개정안은 노동조합과 사용자 간 합의가 있거나 해당 산업에서 관련 노동자 50% 이상이 의무적 조합 가입에 찬성 투표를 하지 않는 한 의무적 조합 가입을 폐지했다. 그러나 의무적 조합 가입이 없어도, 사용자는 여전히 노동조합원이 비조합원과 동일한 자격을 갖춘 경우 조합원을 우선적으로 고용해야 했기 때문에, 이 개정안은 실질적으로 큰 영향을 미치지 않았다.